# انتقال به سرخ فتومتریک
انتقال به سرخ فتومتریک (انگلیسی: Photometric redshift) تخمینی برای سرعت رکود یک جرم نجومی مانند یک کهکشان یا اختروش است که بدون اندازه‌گیری طیف آن انجام می‌شود. این تکنیک از شیدسنجی (یعنی روشنایی جسم مشاهده‌شده از طریق فیلترهای استاندارد مختلف، که هر کدام از آنها از یک باندگذر نسبتاً وسیع رنگ‌ها مانند نور قرمز، نور سبز یا نور آبی) برای تعیین انتقال به سرخ استفاده می‌کند و بنابراین از طریق قانون هابل، رسیدن به فاصلهٔ جسم مشاهده شده.
توسعهٔ این تکنیک در دههٔ ۱۹۶۰ بود، اما تا حد زیادی در دهه‌های ۱۹۷۰ و ۱۹۸۰ با جابجایی‌های قرمز طیف‌سنجی، با استفاده از شیدسنجی برای مشاهدهٔ فرکانس (یا طول موج) خطوط طیفی مشخصه، و اندازه‌گیری تغییر این خطوط از موقعیت‌های آزمایشگاهی جایگزین شد. روش انتقال به سرخ شیدسنجی از سال ۲۰۰۰ به‌عنوان نتیجهٔ بررسی‌های بزرگ آسمان انجام شده در اواخر دهه ۱۹۹۰ و ۲۰۰۰ که تعداد زیادی از اجرام کم نور با جابجایی بالا به قرمز را شناسایی کرده‌اند، دوباره به کار گرفته شده‌است، و محدودیت‌های زمانی تلسکوپ به این معنی است که تنها کسر کوچکی اینها را می‌توان با طیف‌سنجی مشاهده کرد. جابه‌جایی‌های فتومتریک در ابتدا با محاسبه داده‌های مشاهده‌شده مورد انتظار از یک طیف انتشار شناخته‌شده در طیفی از جابه‌جایی‌های قرمز تعیین شد. این تکنیک به طیف تابش ساطع شده از جسم دارای ویژگی‌های قوی است که توسط فیلترهای نسبتاً خام قابل تشخیص باشد.